# PGC 48479
PGC 48479 — спиральная галактика типа S+ типа Хаббла с активным галактическим ядром, находящаяся в созвездии Волопаса, недалеко от его границы с Волосами Вероники. По оценкам, она находится на расстоянии 389 миллионов световых лет от Млечного Пути и имеет диаметр около 120 000 световых лет.